# The Unforgivable (soundtrack)
The Unforgivable is de originele soundtrack voor de film The Unforgivable uit 2021 van Nora Fingscheidt. Deze soundtrack werd gecomponeerd door Hans Zimmer en David Fleming. Als album werd het op 10 december 2021 door Netflix Music uitgebracht.
De partituur werd uitgevoerd door het Synchron Stage Orchestra onder leiding van Gottfried Rabl. De muziek werd opgenomen in de studio Synchron Stage in Wenen door Martin Weismayr. De muziek werd gemixt door Seth Waldmann bij Remote Control Productions in Santa Monica.

## Tracklijst
| 1.                 | Cells       | 3:07 |
| 2.                 | Ladders     | 7:51 |
| 3.                 | Phantoms    | 2:02 |
| 4.                 | Half-light  | 4:14 |
| 5.                 | Homecoming  | 6:36 |
| 6.                 | Orphans     | 4:50 |
| 7.                 | Bruises     | 1:48 |
| 8.                 | Connections | 1:56 |
| 9.                 | Demolition  | 2:53 |
| 10.                | Revelation  | 4:32 |
| 11.                | Sacrifice   | 6:13 |
| 12.                | Sisters     | 2:24 |
| 13.                | Scales      | 5:42 |
| 14.                | Grace       | 3:13 |
| Totale duur: 57:21 |             |      |

## Personeel
- Jake Boring – saxofoon
- David Fleming – synth-programmering
- Beth Hart – leadzang
- Edie Lehmann Boddicker – zang (contractant)
- Suzanne Waters – zang
- Hans Zimmer – synth-programmering